# Молев, Василий Андреевич
Василий Андреевич Молев (1893, Чердаклы, Ульяновская область — 13 декабря 1941, Зубово, Московская область) — участник Великой Отечественной войны, полковник, командир 84-й отдельной морской стрелковой бригады, участник освобождения Скопина, Клина.

## Биография
В. А. Молев родился в 1893 году в селе Чердаклы.
В 1907 году он окончил два класса городской школы, учился в военной школе прапорщиков, в 1918 году вступил в ряды Красной армии, где служил инспектором при Егорьевском уездном военкомате. В годы гражданской войны он командовал эскадроном в Первой Конной армии С. М. Будённого. Позднее работал начальником отдела кадров Инженерного управления ВМФ. 
В 1920 году Молев вступил в ряды ВКП(б) (КПСС). С мая по ноябрь 1921 года служил военкомом 1-го кавалерийского полка Северо-Кавказского военного округа. Затем его зачислили в высшую кавалерийскую школу слушателем, которую он окончил в сентябре 1923 года. Был назначен командиром взвода дивизионной школы 2-й кавалерийской дивизии. В апреле 1924 года в той же дивизии он командовал кавалерийским эскадроном, а позже стал помощником командира кавалерийского полка.
В октябре 1933 года Молева утвердили в должности помощника командира строительного батальона дорожно-строительной бригады Отдельной Краснознамённой дальневосточной армии. В 1936 году ему присвоили звание капитана. В июле 1937 года его перевели на службу в Тихоокеанский флот на должность командира отдельного строительного батальона. В 1939 году Молеву присвоили воинское звание майора. В декабре 1939 года его перевели в строительное управление наркомата Военно-морского флота начальником отдела строительных частей. В ноябре 1940 года ему присвоили звание полковника и назначили начальником отдела боевой подготовки инженерного управления наркомитета ВС.
Когда началась Великая Отечественная война, Василий Андреевич настоятельно просил отправить его на фронт. Его просьбу удовлетворили, и он был назначен командиром 84-й отдельной морской стрелковой бригады, которая формировалась на территории Приволжского военного округа и впоследствии принимала участие в мощном наступлении советской армии под Москвой. 28 ноября 1941 года силами бойцов 84-й отдельной морской стрелковой бригады от немецко-фашистских захватчиков был освобождён город Скопин. 1 декабря 1941 года бригада вошла в состав 1-й ударной армии.
Василий Андреевич Молев, командир 84-й морской стрелковой бригады погиб 13 декабря 1941 года во время тяжёлых боёв на подступах к Клину. Морякам не удавалось прорваться через плотную огневую завесу противника и занять стратегическую высоту. Василий Андреевич Молев показал бойцам пример отчаянной храбрости. Со словами «Вперед на врага!» он возглавил атаку, однако был смертельно ранен разорвавшимся снарядом. Моряки, мстя врагу за смерть любимого командира, устремились вперед и в ночь на 13 декабря овладели укрепленной высотой.
За мужество и отвагу, проявленные при освобождении Клина, полковник В. А. Молев был посмертно представлен к присвоению звания Героя Советского Союза, однако награждён только орденом Ленина.
Похоронен В. А. Молев в братской могиле в селе Борисоглебское.